# Barrage de Yacyretá

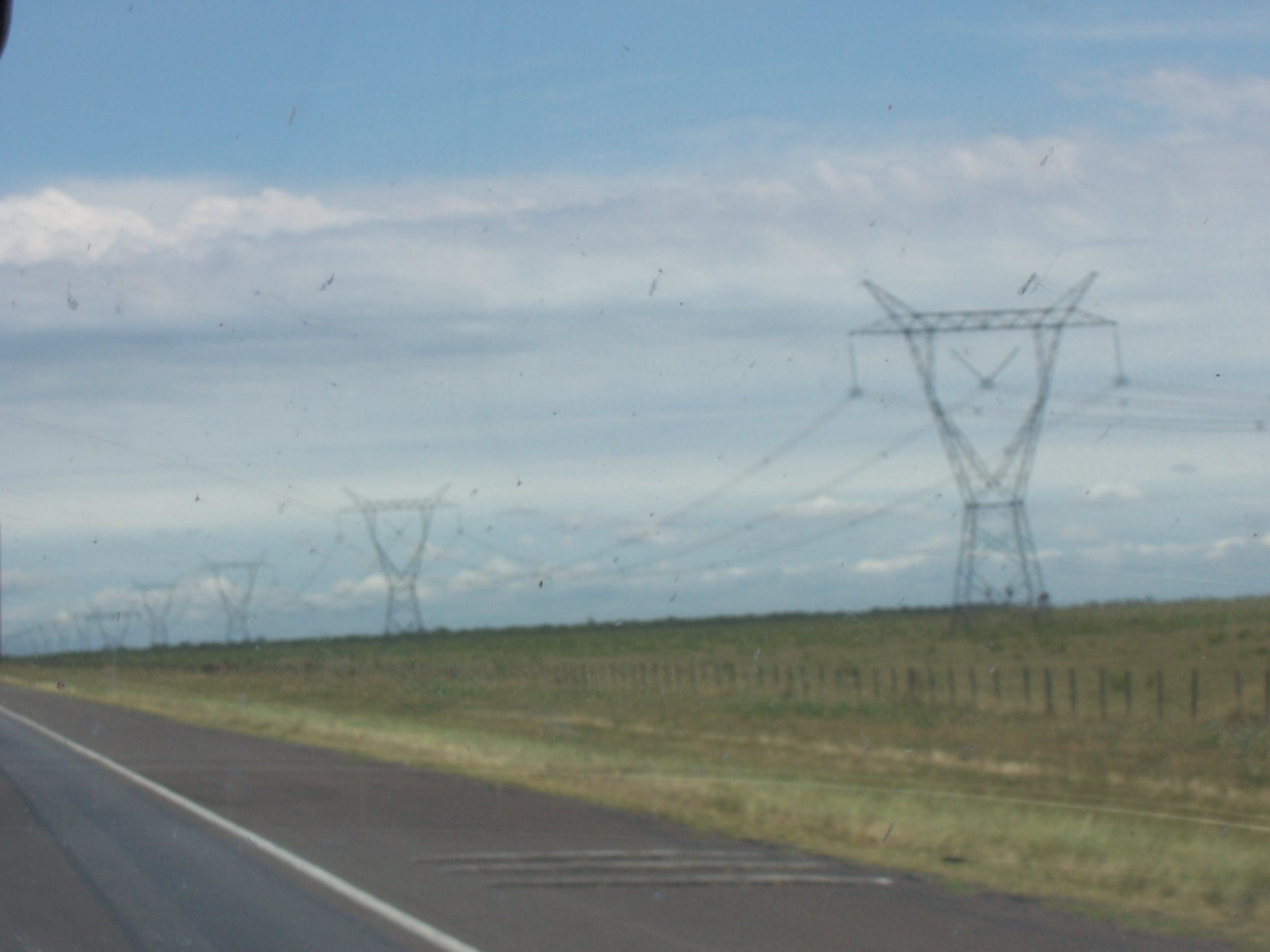
Pylones haute tension au départ de la centrale hydroélecrique de Yacyretá

Le barrage de Yacyretá-Apipé (de la langue guaraníe Jasy reta, ou « terre de la lune ») est une centrale hydroélectrique construite sur les saltos de Yacyretá-Apipé ou chutes de Yacyretá-Apipé sur le río Paraná, entre la province argentine de Corrientes et le département paraguayen de Misiones. Le barrage est construit à 182 km en amont de la ville de Corrientes.
L'équipement de la centrale a une puissance installée totale de 3 200 MW, mais il existe un projet d'augmentation de celle-ci de manière à quasi la doubler. L'énergie produite fournit 15 % du total de la demande argentine d'électricité. À travers chaque turbine Kaplan peuvent passer 2 630 milliards de litres d'eau par heure, soit pour les 20 turbines, 52 600 000 m3 chaque heure. L'énergie produite annuellement est de plus ou moins 19 milliards de kilowattheures, soit 65 % de la génération d'électricité hydroélectrique de l'Argentine.
Malgré ces chiffres, le projet de cette retenue d'eau a été l'objet de constantes critiques tant durant sa planification que durant sa construction, ceci tant pour les conséquences écologiques désastreuses qu'elle a causées — parmi celles-ci l'anéantissement par inondation d'un biome pratiquement unique, qui a conduit à l'extinction de nombreuses espèces endémiques — que pour la gestion de l'entreprise, dont le budget d'origine a été dépassé plusieurs fois, jusqu'à atteindre le chiffre fabuleux de 11,5 milliards de dollars américains et a été à l'origine de multiples dénonciations de corruption.

## Calendrier
- La construction débuta le 3 décembre 1983.
- L'écluse de navigation destinée à corriger la dénivellation fut en ordre dès le 1er juin 1993.
- Le 3 septembre 1994 fut prête la première unité de la centrale hydroélectrique.
- Le 7 juillet 1998, les 20 unités fonctionnaient en totalité.
- En juillet 2007, le niveau de l'eau n'atteignait toujours que la cote des 76 mètres, 7 m au-dessous de la cote originellement prévue. À la suite de quoi la centrale ne fonctionnait qu'à 60 % de sa capacité, avec un potentiel pic de 2 100 MW au lieu des 3 100 MW prévus initialement. La principale raison est qu'à la cote 83, les eaux couvriraient 500 km2 additionnels sur lesquels vivaient 80 000 personnes. En juin 2007, les présidents d'Argentine et du Paraguay ont signé un accord pour finaliser le chantier et atteindre la cote 83 m en décembre 2008[1].

## Travaux gigantesques
En plus de la digue en béton du barrage proprement dit, de 808 m de long, la retenue compte une digue énorme de matériaux plus lâches de près de 65 km, qui ferme les deux bras du fleuve séparés par l'île de Yacyretá ; la centrale proprement dite s'appuie essentiellement sur celle-ci, qui est un éperon de la paroi basaltique sous-jacente que le Paraná franchit à cet endroit. 
Les deux extrémités s'appuient quant à elles sur la rive argentine à Rincón Santa María, et sur la rive paraguayenne à Santos Cosme y Damián. 
Le lac artificiel ainsi formé, ferme totalement le lit du fleuve et se trouve rehaussé de 25 mètres par rapport au niveau antérieur. Il couvre 1 600 km2, soit près de trois fois la superficie du lac Léman.
Pour chacun des deux anciens bras il y a un déversoir destiné aux crues. Le premier d'une capacité de flux maximal de 55 000 m3/s, le second de 40 000 m3/s supplémentaires.

## Écluse et ascenseur à poissons
Creusée dans le lit basaltique, une écluse permet la circulation d'embarcations jusqu'à 3,60 m. Un ascenseur à poisson — prévu après que les études écologiques aient prouvé que le barrage inhiberait la reproduction des espèces migratoires de poissons du Río Paraná, et spécialement du dorado (Salminus maxillosus) et du surubi (Pseudoplatystoma corruscans) — permet aux spécimens qui nagent vers l'amont de rattraper les 25 mètres de différence pour frayer dans le haut Paraná.

## Débit - hauteur de chute
La chute d'eau (15 m actuellement, 21,3 m lorsque sera atteinte la cote 83 m - prévue pour 2008) a un débit moyen de 8 000 m3/s qui passent dans les turbines de manière continue. Pour faire une comparaison, les chutes de l'Iguazú ont 70 m de hauteur et un débit moyen de 1 750 m3/s (le cinquième de la quantité d'eau turbinée à Yacyretá).